# 黒鳥の湖
『黒鳥の湖』（こくちょうのみずうみ、英語：Black Swan Lake）は、宇佐美まことによる日本のミステリ小説。2019年12月10日に祥伝社から刊行された。
2021年7月から藤木直人主演でテレビドラマ化。

## あらすじ
ザイゼンコーポレーションの社長、財前彰太は興信所の調査員をしていた18年前に、ある事件の調査を依頼された過去があった。それは依頼者の娘が誘拐され、次々と娘のワンピースの切れ端や爪が送られるいう不気味な事件だった。会社を経営し幸福な家族との今は彰太がその事件を利用して大きな“細工”をして手に入れたものだった。
事件は未解決のまま18年経った今、彰太の愛娘が行方不明になり彼女の持ち物が送られ動揺しながらも調査を始める彰太は妻由布子の過去の秘密にも近づいていく。

## 登場人物
財前彰太
「ザイゼンコーポレーション」の社長。興信所勤務時代に担当していた事件と酷似する事件に遭遇し動揺する。
財前由布子
財前の妻。
財前美華
財前の娘。クラシックバレエを習っている。ある日行方不明になり、所持品が父である財前の元に送られてくる。
若院
寺の住職の息子。
大黒様
若院の母。由布子の良き相談相手となる。

## 書誌情報
- 宇佐美まこと 『黒鳥の湖』、祥伝社、2019年12月10日発売、ISBN 978-4-39-6635824[1]

## テレビドラマ
2021年7月24日から8月21日までWOWOWプライム「連続ドラマW」で放送されていた。主演は17年ぶりのWOWOWドラマ出演となる藤木直人。なお、宇佐美の作品が映像化されるのは本作が初となる。

### キャスト
- 財前彰太 - 藤木直人
- 財前由布子 - 吉瀬美智子[2][3][4]
- 若院 - 三宅健[2][3][4]
- 大黒様 - 財前直見[2][3][4]
- 財前美華 - 服部樹咲
- 権田穣 - 大澄賢也
- 小森友紀恵 - 冨樫真
- 出島文雄 - 宅麻伸
- 田部井克則 - 板尾創路
- 八木之典 - 杉本哲太
- 谷岡総一郎 - 酒向芳
- 谷岡比佐子 - 中島ひろ子
- 刑事 - 飯田基祐

### スタッフ
- 原作 - 宇佐美まこと 『黒鳥の湖』（祥伝社刊）
- 監督 - 岩田和行[2]
- 脚本 - 小峯裕之[2]
- 音楽 - 池田善哉
- チーフプロデューサー - 青木泰憲
- プロデューサー - 村松亜樹、水野綾子
- 製作 - WOWOW、共テレ

### 放送日程
| 各話   | 放送日  | サブタイトル |
| ------ | ------- | ------------ |
| 第1話  | 7月24日 |              |
| 第2話  | 7月31日 |              |
| 第3話  | 8月7日  |              |
| 第4話  | 8月14日 |              |
| 最終話 | 8月21日 |              |

### 関連商品
- 連続ドラマW 黒鳥の湖 DVD-BOX（2022年4月6日発売予定、TCエンタテインメント）

| WOWOW 連続ドラマW 土曜オリジナルドラマ             | WOWOW 連続ドラマW 土曜オリジナルドラマ | WOWOW 連続ドラマW 土曜オリジナルドラマ |
| 前番組                                             | 番組名                                 | 次番組                                 |
| -------------------------------------------------- | -------------------------------------- | -------------------------------------- |
| 東野圭吾「さまよう刃」 （2021年5月15日 - 6月26日） | 黒鳥の湖 （2021年7月24日 - 8月21日）   | 正体 （2022年3月12日 - 4月2日）        |